# Waldmeister-Quadrille
Waldmeister-Quadrille, op. 468, är en kadrilj av Johann Strauss den yngre. Ort och datum för första framförandet är okänt.  

## Historia
Strauss operett Waldmeister hade premiär på Theater an der Wien den 4 december 1895. Musiken räckte till att arrangera sex separata orkesterverk. Alla utom ett arrangerades av Strauss själv, Waldmeister-Quadrille överlät han åt dirigenten Leopold Kuhn (1861-1902). För första gången någonsin låter Johann Strauss en utomstående svara för en av sina kompositioner. Märkvärdigt nog blev det inte brodern Eduard Strauss som fick uppdraget att arrangera kadriljen. Tydligt och klart står det på notbladen, på klaverutdraget såväl som på orkesterstämmorna att arrangemangen är gjorda av Leopold Kuhn. Om Kuhn hade gjort som familjen Strauss medlemmar skulle han ha gett ut kadriljen under eget namn och med eget opustal. Eduard lät aldrig Capelle Strauss framföra denna kadrilj.

## Om kadriljen
Speltiden är ca 5 minuter och 58 sekunder plus minus några sekunder beroende på dirigentens musikaliska tolkning.
Kadriljen var ett av sex verk där Strauss återanvände musik från operetten Waldmeister:
- Trau, schau, wem!, Vals, Opus 463
- Herrjemineh, Polka-française, Opus 464
- Liebe und Ehe, Polkamazurka, Opus 465
- Klipp-Klapp-Galopp, Schnellpolka, Opus 466
- Es war so wunderschön, Marsch, Opus 467
- Waldmeister-Quadrille, Kadrilj, Opus 468

## Weblänkar
- Waldmeister-Quadrille i Naxos-utgåvan.